# Горанов, Румянчо
Румянчо Горанов (болг. Румянчо Горанов; род. 17 марта 1950, Плевен) — болгарский футболист, игравший на позиции вратаря, в частности, за софийский «Локомотив» и кипрский АПОЭЛ, а также национальную сборную Болгарии.
Лучший футболист Болгарии 1978 года.

## Клубная карьера
Во взрослом футболе дебютировал в 1968 году выступлениями за клуб «Спартак» (Плевен), в котором провел два сезона, приняв участие в 14 матчах чемпионата.
В течение 1970—1971 годов защищал цвета команды клуба «Левски».
Своей игрой за последнюю команду привлек внимание представителей тренерского штаба «Локомотива» (София), к составу которого присоединился в 1971 году. Сыграл за софийскую команду следующие одиннадцать сезонов своей игровой карьеры. Большинство времени, проведенного в составе софийского «Локомотива», был основным голкипером команды.
В 1982 году перешел в кипрский клуб АПОЭЛ, за который отыграл 7 сезонов, после чего завершил профессиональную карьеру футболиста в 1989 году.

## Карьера в сборной
В 1971 году дебютировал в официальных матчах в составе национальной сборной Болгарии. В течение карьеры в национальной команде, которая длилась 9 лет, провел в форме главной команды страны 34 матча.
Был основным голкипером своей сборной на чемпионате мира 1974 года в ФРГ, где защищал ее ворота в двух из трех игр группового этапа, который болгары не преодолели.

## Титулы и достижения
- Чемпион Болгарии (1):

Локомотив (София) : 1977—1978
- Обладатель Кубка Болгарии (2):

Левски : 1970—1971
Локомотив (София) : 1981—1982